# Élection présidentielle nauruane de 2019
L'élection présidentielle nauruane de 2019 a lieu le 27 août 2019 afin d'élire au scrutin indirect le président de Nauru. Ayant perdu son siège de député, le président sortant Baron Waqa n'est pas rééligible pour un troisième mandat. Lionel Aingimea l'emporte par douze voix contre six.

## Contexte
Les élections législatives nauruanes de 2019 donnent lieu à un important renouvellement du Parlement.  Le président sortant Baron Waqa perd son siège de député, et ne peut par conséquent se présenter pour un troisième mandat.  L'ensemble des députés de l'opposition parlementaire sortante perd toutefois également ses sièges, en faveur de nouveaux députés.
Le Parlement se réunit le mardi 27 août, trois jours après les législatives. Deux députés se portent candidats : David Adeang, numéro deux du gouvernement sortant, et Lionel Aingimea, député depuis 2016 et appartenant lui aussi à la majorité sortante.

## Système électoral
Le président de Nauru est élu au suffrage indirect majoritaire uninominal à un tour par les membres du Parlement, en leur sein. Il est élu pour un mandat de trois ans, sans limitation du nombre de mandats, mais concomitant à celui du parlement. En cas de dissolution de ce dernier, le mandat du président prend également fin de manière anticipée, chaque première session d'une nouvelle législature étant immédiatement suivie d'une nouvelle élection présidentielle. 
Le parlement peut également mettre fin au mandat du président par une motion de censure votée à la majorité absolue du total de ses membres, auquel cas un nouveau président doit être élu dans les sept jours. À défaut, le parlement est dissous, et de nouvelles élections législatives convoquées.
Ne peuvent être candidats que les membres du parlement, à l'exception de son Président et de son vice-président. Les présidents nauruans sont donc indirectement soumis aux mêmes conditions d'éligibilité que les députés : posséder la nationalité nauruane, être âgé d'au moins vingt ans, ne pas être rémunéré par l’État ni en banqueroute, atteint de folie ou d'un handicap mental, ou l'objet d'une condamnation à plus d'un an de prison.

## Résultats
| Candidats                | Candidats                | Partis                   | Voix | %     |
| ------------------------ | ------------------------ | ------------------------ | ---- | ----- |
|                          | Lionel Aingimea          | Indépendant              | 12   | 66,67 |
|                          | David Adeang             | Indépendant              | 6    | 33,33 |
|                          |                          |                          |      |       |
| Total                    | Total                    | Total                    | 18   | 100   |
| Abstention               | Abstention               | Abstention               | 1    | 5,26  |
| Inscrits / participation | Inscrits / participation | Inscrits / participation | 19   | 94,74 |

## Suites
Aingimea nomme son Cabinet le lendemain, attribuant tous les postes ministériels autres que les siens à des députés dont c'est le premier mandat.